# Kevin McAleenan
Kevin K. McAleenan (né le 5 septembre 1971 à Honolulu) est un avocat et homme politique américain. 
Il est commissaire du Service des douanes et de la protection des frontières (CBP) de 2017 à 2019 puis secrétaire à la Sécurité intérieure par intérim  du 10 avril au 11 novembre 2019 dans l'administration du président Donald Trump.

## Biographie

### Jeunesse et formation
Kevin McAleenan est né en 1971 d'une mère d'origine finlandaise et d'un père d'origine irlandaise. Il reçoit un diplôme de premier cycle de l'Amherst College. Il obtient ensuite un doctorat en droit à la faculté de droit de l’université de Chicago, puis pratique le droit en Californie.

### Carrière
McAleenan exerce le droit dans le secteur privé de 1998 à 2001, date à laquelle les attaques terroristes de septembre le motivent à postuler pour le FBI. Il est recruté pour aider à lancer le nouveau bureau de l'antiterrorisme du Service des douanes et de la protection des frontières (CBP).
En 2006, il est nommé directeur régional du CBP pour l'aéroport international de Los Angeles (LAX) où il est responsable des opérations de sécurité des installations aéroportuaires. En 2011, McAleenan devient commissaire adjoint par intérim du bureau des opérations sur le terrain du CBP.  À ce poste, il est responsable des opérations aéroportuaires et de la sécurisation de la frontière américaine ; contrôlant la licité du commerce et des déplacements dans 329 points d’entrée aux États-Unis (ainsi que dans 70 succursales internationales dans plus de 40 pays).

### Commissaire des douanes et de la protection des frontières des États-Unis

#### Intérim
De 2014 à 2017, McAleenan est sous-commissaire du CBP. À ce titre, il en devient commissaire par intérim en janvier 2017.

#### Nomination
Le président Donald Trump nomme McAleenan au poste de commissaire en titre du CBP en mai 2017,. La précédente candidature de McAleenan avait été appuyée par des responsables des administrations de George W. Bush et de Barack Obama, dont certains avaient signé une lettre au Congrès exprimant leur « soutien enthousiaste » en faveur de McAleen qu'ils ont décrit comme « hautement qualifié ». Le président Trump soumet officiellement sa candidature au Sénat le 22 mai. Ce dernier confirme la nomination de McAleenan le 19 mars 2018 (par 77 voix contre 19). Il prête serment le 20 mars 2018,.

#### Patrouilles frontalières
En août 2018, dans une interview donnée au New York Times, McAleenan déclare qu'il sait qu'il est illégal de détenir des familles pendant plus de 90 jours. Dans ce même entretien, McAleenan ajoute qu'il estime que l'ordre du président Trump est un « important recalibrage ». Il déclare également que « les efforts bien intentionnés ne réussiront pas s'ils perdent le soutien du public ». McAleenan est un partisan de l'Immigration and Customs Enforcement, déclarant qu'ils effectuent un « travail essentiel ». Dans la suite de l'article, il expose ses conviction à propos du thème de la séparation des enfants d'avec leurs parents immigrants à la frontière avec le Mexique.
En septembre 2018, McAleenan lors d'une rencontre avec le comité éditorial d' USA Today, il déclare qu'il prévoyait de consacrer plus de temps à « analyser les moyens de moderniser les installations de patrouille aux frontières ». Au moment de l'entretien, il avait prévu de se rendre dans le sud-ouest des États-Unis, où la plupart des enfants migrants étaient détenus.

### Secrétaire à la Sécurité intérieure
Le 7 avril 2019, le président Donald Trump annonce (sur Twitter) son intention de nommer McAleenan secrétaire par intérim du département de la Sécurité intérieure en remplacement de Kirstjen Nielsen qui a dû démissionner le même jour. Légalement cette fonction aurait dû cependant échoir à la sous-secrétaire Claire Grady nommée à ce poste en août 2017 et à ce titre exerçant les fonctions de secrétaire adjointe par intérim du département depuis avril 2018. 
Il annonce sa démission le 11 octobre 2019 et quitte ses fonctions le 13 novembre suivant quand Chad Wolf lui succède.

## Distinctions
En 2005, McAleenan reçoit la médaille Service to America Medal (médaille pour le service à l'Amérique), pour son aide à l'élaboration et à la mise en œuvre d'une stratégie antiterroriste globale pour la sécurité des frontières après le 11 septembre 2001.
En 2015, McAleenan est lauréat du prix Presidential Rank Award, la plus haute récompense décernée dans la fonction publique aux États-Unis.